# Lobsang Tendzin (Mongolenfürst)
Lobsang Tendzin (tib. blo bzang bstan 'dzin), ein Enkel Gushri Khans, war ein Fürst des mongolischen Stammes der Khoshuud (Qoshoten), der von Neuem versuchte, die mongolischen Stämme zu einigen. Er führte 1723 in Amdo (im historischen 'Kokonor-Gebiet') im Gebiet der heutigen Provinz Qinghai einen Aufstand der Mongolen and Kokonor-Tibeter gegen die Qing-Regierung der Mandschu an. Der Aufstand wurde niedergeschlagen und war 1724 beendet. Lobsang Tendzin floh zu den Dsungaren. Viele bei dem Aufstand zerstörte Klöster des Gebiets wurden später wiederaufgebaut.